# Pause d'Engels
La pause d'Engels est un concept d'histoire de l'économie par Robert C. Allen pour désigner une stagnation des salaires des classes populaires qui a eu lieu entre 1790 et 1840 au Royaume-Uni. 

## Concept

### Constat d'Engels
La Révolution industrielle, qui commence à la fin du XVIIIe siècle au Royaume-Uni, conduit à une urbanisation forte et à une augmentation importante de la production par travailleur du fait des progrès technologiques. Mais alors que le PIB par habitant augmente, les salaires stagnent. Cette stagnation est remarquée par le philosophe marxiste Friedrich Engels dans La Situation de la classe ouvrière en Angleterre en 1844. Il considère cette stagnation comme une conséquence de la rapacité de la classe bourgeoise, qui prélèverait une plus-value sur les travailleurs afin de s'enrichir.

### Conceptualisation ultérieure
Le chercheur en histoire de l'économie Robert C. Allen crée le concept dans une étude publiée en 2009.
Les travaux de Charles Harley et Nicholas Crafts, ainsi que ceux de Charles Feinstein, confirment cette étude en montrant que si la croissance de l'industrie et de l'économie au Royaume-Uni a été de 46% entre 1780 et 1840, les salaires des prolétaires n'a augmenté que de 12% sur la même période. En d'autres termes, à rendement individuel accru, le salaire réel moyen est resté constant.

## Causes

### Réinvestissement des gains
Allen montre que la stagnation a été en grande partie causée par un réinvestissement par les entrepreneurs de leurs gains afin d'augmenter leurs capacités de production. 

### Manque de pouvoir de négociation
Dans une étude de 2019, Carl Benedikt Frey met en lumière le lien entre la pause d'Engels et l'inégale répartition des richesses. Il explique que la faiblesse de négociation salariale des employés a joué un rôle important dans l'austérité salariale de l'époque. Une des causes de la fin de la pause d'Engels serait ainsi la fin du travail des enfants à partir des années 1830.

### Remplacement du facteur travail par les machines
Frey montre que le début de la révolution industrielle est marqué par un remplacement partiel du facteur travail par des machines, et que « si la technologie remplace le travail, les salaires et leur part dans le revenu national peuvent baisser ». Dans le cas où la technologie permet d'augmenter la demande de travail (complémentarité travail/machine), les salaires augmentent. Or, l'époque est caractérisée par un manque de complémentarité. Les gains, inégalement partagés, allaient principalement aux industriels qui les réinvestissaient dans leurs usines. 

### Augmentation du coût des produits de base
Robert Allen met en relation l'augmentation brutale du prix du blé à la suite des Guerres napoléoniennes et la compression des salaires. Les Corn Laws, qui mettaient en place des droits de douane élevés sur les importations de blé, ont contribué à maintenir les prix élevés, mais ont fait stagner les salaires. La mise en place d'un libre-échange de grains à partir des années 1870 aurait permis de contrecarrer l'effet austéritaire et aurait contribué à l'augmentation des salaires. 

## Limites et critiques
La réalité de la pause d'Engels est remise en question par certains historiens, qui pensent que l'augmentation du temps de travail a compensé la stagnation du salaire horaire. Autrement dit, le revenu par tête a augmenté malgré une stagnation du salaire horaire, causant une augmentation du salaire total. 